# Auzits
Auzits (okzitanisch: Ausits) ist eine französische Gemeinde mit 813 Einwohnern (Stand: 1. Januar 2022) im Département Aveyron in der Region Okzitanien (vor 2016: Midi-Pyrénées). Sie gehört zum Arrondissement Villefranche-de-Rouergue und zum Kanton Enne et Alzou. Die Einwohner werden Auzitains genannt.

## Geografie
Auzits liegt etwa 25 Kilometer nordwestlich von Rodez. Umgeben wird Auzits von den Nachbargemeinden Cransac-les-Thermes im Norden, Firmi im Norden und Nordosten, Saint-Cyprien-sur-Dourdou im Nordosten, Saint-Christophe-Vallon im Osten und Südosten, Escandolières im Süden, Bournazel im Südwesten, Lugan im Westen sowie Aubin im Nordwesten.

## Bevölkerungsentwicklung
| 1962                       | 1968 | 1975 | 1982 | 1990 | 1999 | 2006 | 2019 |
| -------------------------- | ---- | ---- | ---- | ---- | ---- | ---- | ---- |
| 1373                       | 1128 | 1011 | 932  | 803  | 812  | 902  | 824  |
| Quellen: Cassini und INSEE |      |      |      |      |      |      |      |

## Sehenswürdigkeiten
- Kirche Saint-Maurice, Monument historique
- Kirche Saint-Étienne in Rulhe
- Kapelle Saint-Jean der Johanniter
- Kapelle von Hautesserre

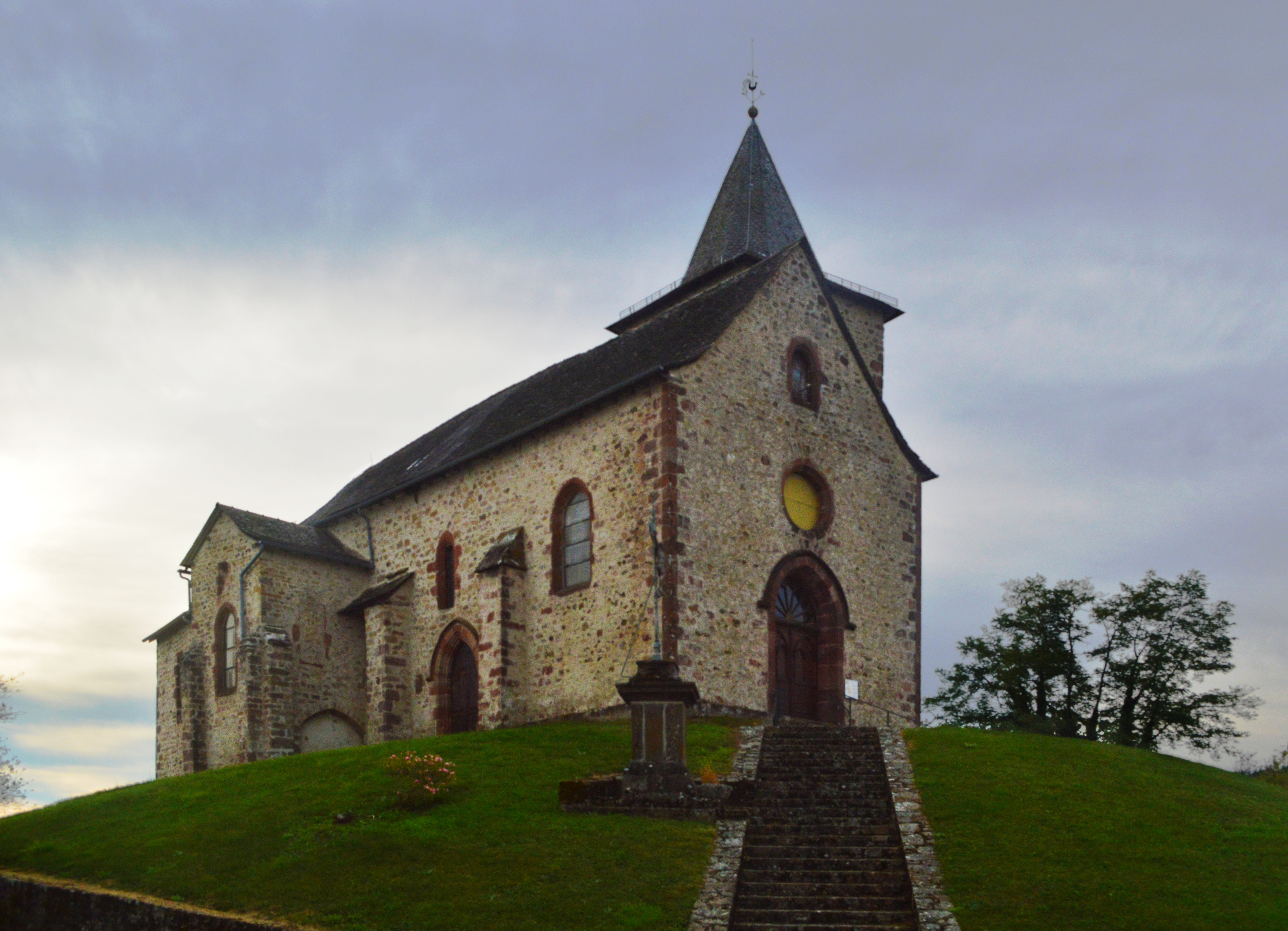
Kirche Saint-Maurice
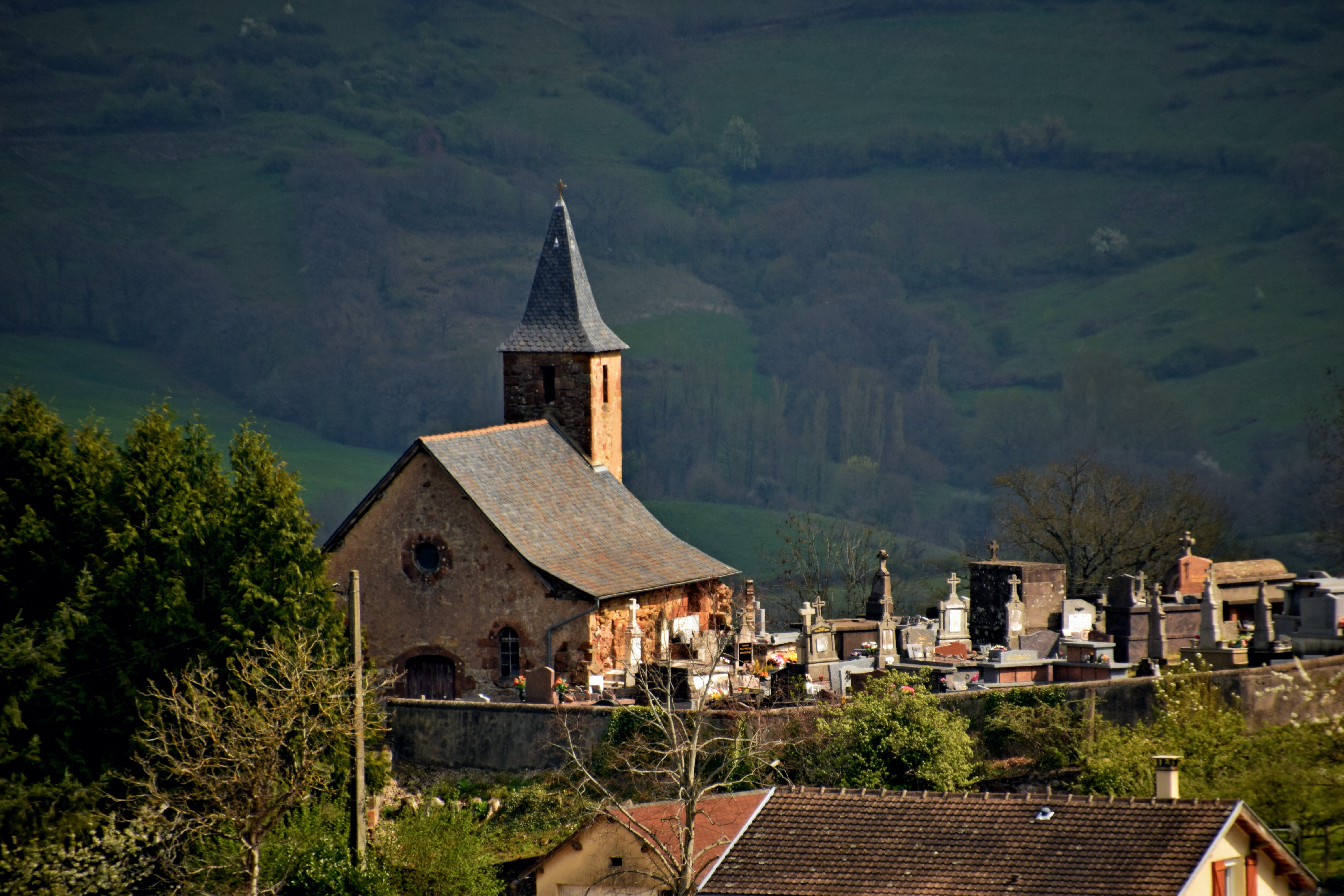
Kirche Saint-Jean